# Fritz Lieken

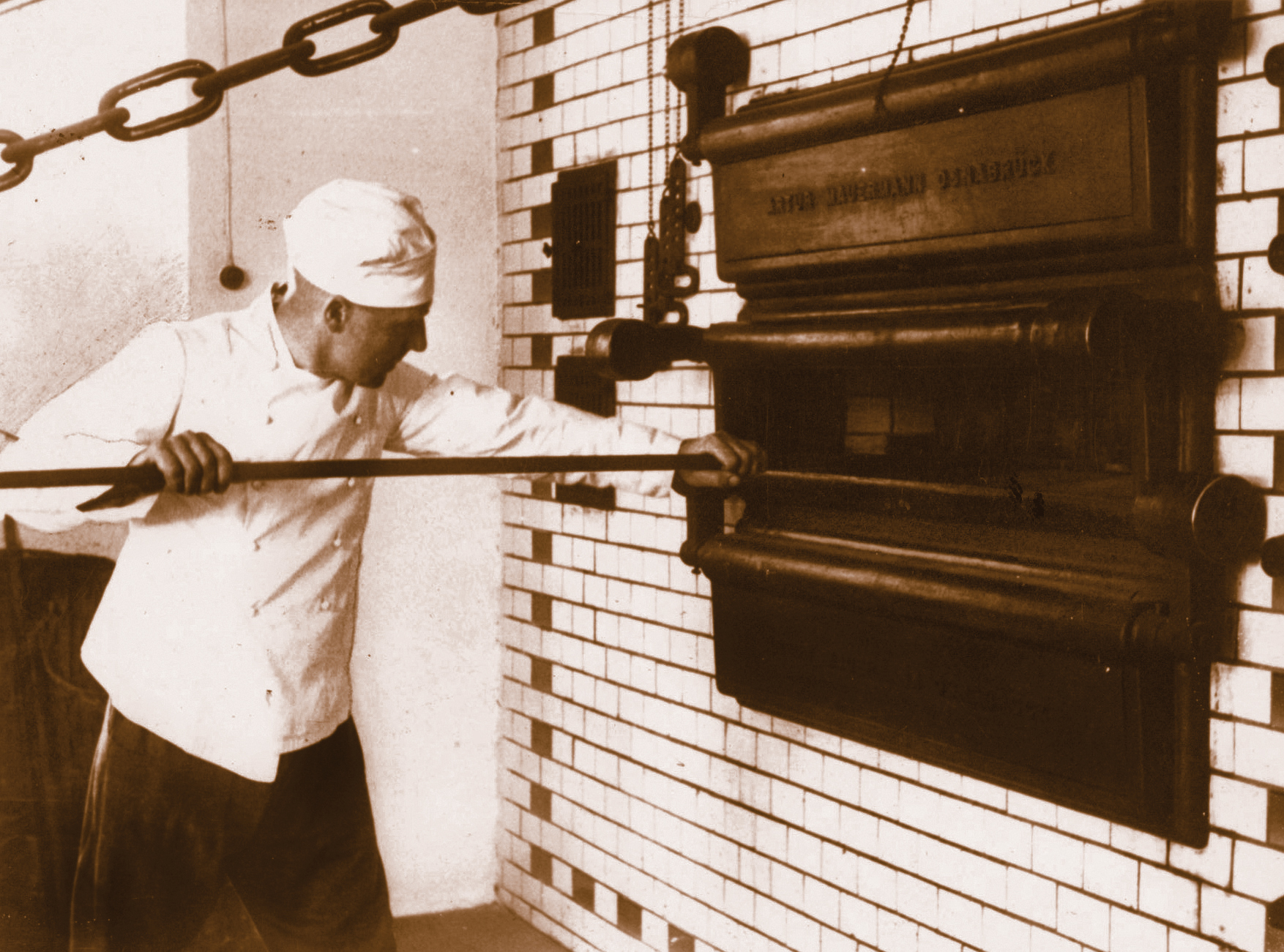
Fritz Lieken beim Brotbacken

Fritz Heinrich Lieken (* 30. Dezember 1895 in Burhave; † 1. November 1961 in München) war ein deutscher Bäcker, Erfinder und Unternehmensgründer. Er erfand (wahrscheinlich schon 1922) die noch heute existierende Marke Lieken Urkorn.

## Leben
Fritz Lieken war das jüngste von vier Kindern des Bäckers Friedrich Johann Christian Hinrich Lieken und dessen Frau, der Schneidertochter Johanne Sophie Caroline Friederike, geb. Werschau. Sein Vater betrieb seit 1887 eine Bäckerei in Burhave, in der Fritz Lieken seine Lehre absolvierte. Während des Ersten Weltkriegs machte er laut eigenen Angaben eine Erfahrung, die später zur Entwicklung des Lieken-Simons-Verfahrens beitrug. So musste er in Belgien nur mit Hafer und Kommissmehl und ohne die üblichen Triebmittel ein Brot für die Truppe backen und entdeckte so durch Zufall eine alternative Teigführungsmethode.
Nach dem Krieg legte Lieken im Jahr 1919 die Prüfung zum Bäckermeister ab. Er heiratete Auguste Hofmeister und betrieb zunächst die Bäckerei seines Vaters. Stattdessen wollte er jedoch fabrikmäßig Vollkornbrot nach einem von Gustav Simons weiterentwickelten Verfahren herstellen, bei dem das Getreide im Wasser gequellt und dann zerquetscht wird. Daher übernahm er im Jahr 1922 die vor der Abwicklung stehende Bremer Simonsbrot-Bäckerei in Achim. Mit Hilfe seiner Ehefrau und eines Gesellen gründete Lieken seinen eigenen Bäckereibetrieb und baute ihn zu einer Vollkornbäckerei aus. Zunächst durch Inflation und Schimmelverluste behindert, begann das Geschäft mit Einführung der Reichsmark zu florieren. Schon bald verkaufte er täglich 200 Brote und gewann Kunden in Bremen und Hamburg, die er mit Handwagen und Pferdefuhrwerk belieferte.
1925 bot Lieken als erster Unternehmer in Deutschland in Papier verpacktes Marken-Schnittbrot an. Wenige Zeit später, im Jahr 1926, entwickelte er eine Technik, mit der Brot haltbar gemacht werden kann, indem es in Stanniolpapier verpackt und anschließend bei rund 70 Grad Celsius erhitzt wird. Das ofenfrisch verpackte Schnittbrot wurde durch diese Art der Pasteurisierung erstmals mehrere Tage haltbar. Das ermöglichte fortan den Transport über weitere Strecken und somit den Vertrieb der Brot- und Backwaren. Mit der Eisenbahn konnte Lieken sein Brot deutschlandweit vertreiben. Nach Erweiterungen des Betriebes wurden ab 1934 täglich 6.000 Brote von ca. 70 Mitarbeitern hergestellt. Beginnend mit einer Spende für den Atlantikflug des Luftschiffes Graf Zeppelin 1928 lieferte Lieken Brot für Passagiere von Luftschiffen und kurz darauf auch Schnelldampfern des Norddeutschen Lloyds. Infolgedessen erlangte sein Unternehmen internationale Bekanntheit und exportierte unter anderem nach Italien, Mexiko und Nordamerika.
1935 trennte sich Lieken von seiner ersten Frau und heiratete danach Maria, geb. Krieg. Das Paar bekam einen Sohn (1937–1944) und adoptierte eine Tochter. Liekens Unternehmen expandierte, so gründete er 1935 mit Alfred Batscheider die Batscheider Knäckebrot-Fabrik in Deisenhofen und übernahm 1937 die Kasseler-Simonsbrot-Fabrik, so dass die Achimer-Batscheider-Klassler-Gruppe entstand. 1941 folgte der Aufkauf der Habenhausener Brotfabrik in Bremen, die bis 1951 als Zweigstelle der Lieken Vollkornbrotfabrik KG Brot herstellte.
Auch während des Zweiten Weltkriegs konnte Lieken weiter produzieren, es kam kaum zu Schäden an der Fabrik und für ausfallende Mitarbeiter wurden Kriegsgefangene als Zwangsarbeiter eingesetzt.
Von einer Amerika-Reise im Jahr 1950 brachte Fritz Lieken die Idee vom Durchlaufofen mit nach Deutschland. Als erster deutscher Bäcker nahm er eine moderne Vollkornbrot-Backstraße in Betrieb. 1955 folgte ein zweiter Fließbandofen. In den zehn Jahren seit 1950 erhöhte sich infolge der Innovationen der Jahresumsatz des Unternehmens von 700.000 auf 12 Mio. DM.
1961 erhielt Fritz Lieken das Bundesverdienstkreuz 1. Klasse in Anerkennung seiner Verdienste für die Ernährungswissenschaft. Noch im gleichen Jahr starb er nach kurzer Krankheit in der Chirurgischen Klinik der Universität München. Seine Ehefrau Maria führte bis 1998 das Unternehmen Lieken Simonsbrot zusammen mit dem Geschäftspartner Alfred Batscheider weiter. Zur weiteren Unternehmensgeschichte bis heute siehe Lieken.